# Gergely Bicskei
Gergely Bicskei (... – Anagni, 7 settembre 1303) è stato un arcivescovo cattolico ungherese. Fu arcivescovo eletto di Esztergom tra il 1298 e il 1303. Sostenendo la pretesa della Casa d'Angiò, fu un duro oppositore di Andrea III d'Ungheria. Nel 1301 incoronò re con una corona provvisoria Carlo I d'Ungheria. Fu assassinato ad Anagni dai soldati che re Filippo IV di Francia aveva inviato in Italia per catturare papa Bonifacio VIII.

## Carriera iniziale
Nacque nella famiglia Bicskei, che possedeva proprietà terriere nei comitati di Pest e Fejér. Secondo il Chronicon Posoniense ("Cronaca di Presburgo"; l'attuale Bratislava, in Slovacchia), suo padre era Botond, fatto che è confermato anche da una lettera di papa Benedetto XI. Botond fu il primo membro noto della famiglia Bicskei (in seguito anche conosciuta come Szerdahelyi). Gergely ebbe due fratelli, Pietro e Giovanni. Secondo un documento risalente al 1306, a Pietro e Giovanni fu concesso il permesso di riscuotere pedaggi nella località di Bicskeda da re Carlo I d'Ungheria per i loro meriti militari. L'origine genealogica dei Bicskei fu scritta per la prima volta dallo storico Antal Pór. In precedenza, lo studioso gesuita György Pray aveva erroneamente ritenuto che Gergely discendesse dalla gens Koppán (o Katapán) e anche Nándor Knauz condivise questa opinione nella sua opera Monumenta ecclesiae Strigoniensis.
Gergely fu menzionato per la prima volta in fonti a lui contemporanee nel settembre del 1274, quando un nobile, un certo Giovanni Csapoli, dichiarando di non avere un erede legittimo, consegnò una parte della sua proprietà di Csabdi come donazione di matrimonio a sua moglie, la sorella di Botond. Successivamente donò la terra ai suoi nipoti, Pietro, Giovanni e Gergely. Allo stesso tempo, acquistarono il resto della tenuta da Giovanni Csapoli. Essendo il più giovane dei tre fratelli, Gergely intraprese la carriera ecclesiastica. Fu nominato custode della cattedrale di Székesfehérvár nel 1291. Fu eletto prevosto di Székesfehérvár tra il 24 aprile e il 28 aprile 1295, in sostituzione di Teodoro Tengerdi. In seguito, Lodomer Vázsony, l'arcivescovo di Esztergom, scrisse personalmente una lettera a papa Bonifacio VIII per ricevere la conferma dell'elezione di Bicskei. Il documento faceva parte della raccolta di lettere di Pier della Vigna. Come Lodomer riportava nella lettera, Bicskei, che "era di grande origine e aveva competenza nella legge canonica", non era in grado di fare un viaggio personale a Roma a causa della "povertà della chiesa [di Székesfehérvár]" e degli "intrighi dei suoi parenti". Di conseguenza, l'arcivescovo chiese al pontefice di permettere a Bicskei di mantenere la sua posizione di amministratore apostolico di Székesfehévár, che era sotto la diretta giurisdizione della Santa Sede. La sua lettera chiarisce che Gergely inizialmente apparteneva a quella prelazione politicamente unita, che mirava a rafforzare il potere reale per porre fine all'anarchia politica e persino a confrontarsi con la Santa Sede, sostenendo re Andrea III e la sua lotta contro i signori provinciali.
In conformità con la legge del 1290–91, che legittimava un diritto consuetudinario, l'ufficio di vice-cancellerie reale fu assegnato permanentemente al prevosto di Székesfehérvár. Tuttavia, Bicskei sostituì Tivadar Tengerdi, divenuto vescovo di Győr, in questo ufficio solo intorno all'ottobre del 1297. In tale veste, tra le altre cose, Bicskei formulò la carta reale del 2 novembre 1297, con la quale Andrea III donò il comitato di Pozsony alla sua sposa, la regina Agnese, figlia di Alberto I d'Asburgo.

## Arcivescovo eletto

### Di fronte ad Andrea e alla prelazione ungherese
L'arcivescovo Lodomer, fedele alleato di Andrea III nelle sue lotte contro i signori provinciali, morì il 2 gennaio 1298. Bicskei fu eletto suo successore tra il 18 gennaio e il 12 febbraio, probabilmente il 28 gennaio. Durante quel periodo era considerato un leale partigiano di Andrea III, insieme agli altri prelati della Chiesa. Insieme ad altri dignitari il 12 febbraio scortò in Austria il re e la regina, dove l'unica figlia di Andrea III, Elisabetta di Töss fu promessa sposa a Venceslao, figlio ed erede apparente del re Venceslao II di Boemia. Il 24 febbraio dello stesso anno Bicskei fu designato cancelliere.
La sua relazione con il monarca e gli altri prelati si deteriorò in modo permanente nei sei mesi successivi. Rifiutò di partecipare a quell'assemblea di prelati, nobili, sassoni, székely e cumani, che fu convocata da Andrea III a Pest nell'estate del 1298. Gli storici concordano sul fatto che Bicskei voleva ottenere la conferma papale della sua elezione non appena possibile, di conseguenza si rivolse al re e ai suoi cortigiani, e divenne un forte sostenitore della pretesa di Carlo d'Angiò al trono ungherese. Tale candidato godeva infatti del sostegno del pontefice. Con questo passo, Bicskei intendeva interrompere l'unità dei prelati ungheresi, che erano i pilastri più forti del regno di Andrea III, ma i vescovi suffraganei rimasero fedeli al monarca sotto la guida di János Hont-Pázmány, arcivescovo di Kalocsa. Il 23° articolo della dieta del 1298 istituì un consiglio minore di quattro membri all'interno del consiglio reale, composto da due nobili e due prelati. Il loro potere di veto impedì a Bicskei di sabotare l'operazione del consiglio reale e questo portò al suo totale isolamento nel governo statale, nonostante la sua posizione di leader nominale del consiglio reale. Sebbene Bicskei tentasse senza successo di fare in modo che i prelati non sostenessero più Andrea III, la fiducia del re nel clero ungherese fu scossa a causa delle sue attività, di conseguenza entrò presto in un'alleanza formale con cinque influenti baroni, che dichiararono di essere disposti a sostenerlo contro il papa e i vescovi.

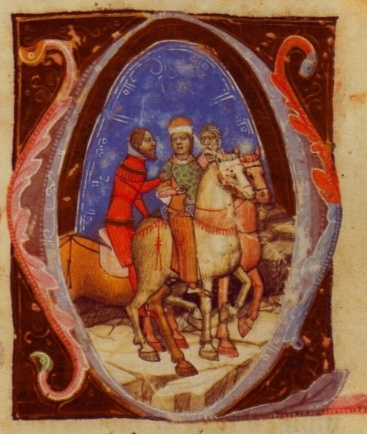
L'arrivo di Carlo I in Ungheria, un'illustrazione del Chronicon Pictum.

Papa Bonifacio VIII si rifiutò di confermare l'elezione di Bicskei il 28 gennaio 1299, ma lo nominò amministratore apostolico di Esztergom e della prepositura di Székesfehérvár. Il papa promise che se Gergely avesse rappresentato fedelmente gli interessi della Santa Sede in Ungheria, avrebbe ricevuto la conferma finale in seguito. Successivamente Bicskei si autoproclamò arbitrariamente "legato della Santa Sede" nei suoi documenti. Ottenendo il potere dal papa, il 19 marzo 1299 assolse i membri della famiglia Kőszegi dalla scomunica proclamata da Lodomer anni prima. Bicskei proibì anche ai prelati di partecipare a una nuova dieta che si tenne intorno al maggio del 1299. Allo stesso tempo, convocò un sinodo a Veszprém con la sua autoproclamata autorità di legato e obbligò i vescovi a partecipare all'evento sotto la minaccia della scomunica. Tuttavia, i prelati ignorarono l'ordine dell'arcivescovo. Il 6 luglio 1299, Emerico, vescovo di Gran Varadino fu incaricato di inviare una lettera a papa Bonifacio VIII per interpretare le lamentele del re, dell'arcivescovo János Hont-Pázmány e dell'"intera prelazione e nobiltà" riguardo al comportamento di Bicskei e chiese al pontefice di collocare sotto il patrocinio papale la lotta a Bicskei. Nello stesso tempo Andrea III mandò due inviati, Paolo, preposto di Esztergom, ed Enrico Balog, consigliere reale del consiglio interno, alla corte di Esztergom per riconciliarsi con l'arcivescovo ribelle, ma, a quel punto, Bicskei si trasferì nella regione trans-danubiana sotto la protezione dei Kőszegi. Successivamente si trasferì nel castello di Szentkereszt, oltre il fiume Drava, tra Koprivnica e Križevci, di proprietà dell'oligarca Ivan Kőszegi.
Andrea III privò Bicskei della carica di spano perpetuo del comitato di Esztergom poco prima del 29 gennaio 1300, quando i castellani del castello sequestrato di Esztergom, i fratelli Jaroslav e Barleus Divék ottennero il titolo. Allo stesso tempo, il sovrano mandò un suo inviato, il mercante italiano Petrus de Bonzano da Tarvisio, a rappresentare i suoi sforzi a Roma. Egli voleva ottenere che il papa nominasse il suo confidente Antonio, vescovo di Csanád, nuovo arcivescovo di Esztergom al posto di Bicskei. Nel frattempo, un gruppo di potenti signori, inclusi i Šubići, i Kőszegis e i Csák, spronarono il re Carlo II di Napoli ad inviare suo nipote, Carlo d'Angiò, che giunse nel Regno d'Ungheria su invito di un influente signore dalmata, Paolo Šubić, nell'agosto del 1300. Sbarcò a Spalato, in Dalmazia. Bicskei fu tra quei dignitari che accolsero il giovane pretendente. Continuarono a viaggiare insieme fino a Zagabria. Il pontefice si rifiutò di nominare Antonio, ma non confermò ancora l'elezione di Bicskei. I Kőszegi e Matteo Csák, si riconciliarono presto con Andrea III, impedendo a Carlo d'Angiò di avere successo. Il re, che da tempo aveva problemi di salute, aveva in programma di catturare il suo avversario, ma morì nel castello di Buda il 14 gennaio 1301.

### Durante l'interregno
Dopo aver appreso la notizia, Carlo d'Angiò si affrettò a recarsi in Ungheria con il suo piccolo esercito, accompagnato da Gergely Bicskei, Ugrino III Csák e altri nobili. Arrivarono a Székesfehérvár, il tradizionale luogo di incoronazione dei sovrani del paese. Tuttavia, secondo la lettera dell'abate Ganfridus a Giacomo II d'Aragona, i borghesi chiusero le porte della città e non consentirono all'esercito di entrare. Successivamente, alla fine di febbraio o all'inizio di marzo, Bicskei mise Székesfehérvár sotto interdetto. Agli altri pretendenti al trono, Venceslao III di Boemia e Ottone III di Baviera, fu invece permesso di entrare in città. Lo storico Attila Zsoldos considerò che il magistrato di Fehérvár rifiutò l'ingresso a causa della dubbia legittimità dello status di Bicskei, la cui posizione di arcivescovo eletto non era stata universalmente riconosciuta nell'Ungheria di allora. Successivamente Carlo si trasferì a Esztergom, dove Bicskei lo incoronò con una corona provvisoria prima del 13 maggio, a seguito di una breve scaramuccia, poiché Bicskei non possedeva il castello e la sua città dal gennaio del 1300. Tuttavia, la maggior parte degli ungheresi considerava illegale l'incoronazione di Carlo, perché le consuetudini richiedevano l'incoronazione con la Sacra Corona d'Ungheria a Székesfehérvár.

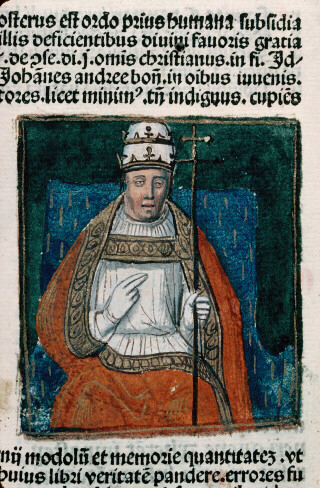
Papa Bonifacio VIII in una miniatura.

Tra i prelati, solo Bicskei, Mihály Bői e Ján III di Nitra appoggiarono l'incoronazione di Carlo, mentre la maggioranza dei signori e prelati ungheresi decise di offrire la corona al giovane Venceslao III di Boemia e inviò una delegazione a suo padre in Boemia. Sebbene Venceslao fosse stato incoronato con la Sacra Corona a Székesfehérvár, anche la legittimità della sua incoronazione fu discutibile perché fu l'arcivescovo Janos Hont-Pázmány a mettere la corona sulla testa del candidato, sebbene la legge consuetudinaria affermasse che spettava all'arcivescovo di Strigonio presiedere la cerimonia. Il Chronicon Pictum sostiene che Venceslao fu incoronato da Janos, perché la sede arcivescovile di Strigonio «era vacante». Alcuni storici, tra cui Gyula Kristó ed Elemér Mályusz, sostengono che quel capitolo della cronaca fu scritto da un frate minorita favorevole ai Přemyslidi, mentre il filologo János Horváth sostiene che l'elezione non confermata di Bicskei fosse considerata "invalida" agli occhi dei suoi contemporanei. Quando Ivan Kőszegi, che divenne il partigiano più forte di Venceslao, invase e occupò Esztergom nell'agosto del 1301, Bicskei sequestrò il territorio della diocesi di Eger. Lì visitò il castello di Boldogkő e convinse con successo il potente oligarca Amadeus Aba a sostenere Carlo nel conflitto emergente, mentre si occupò anche dei casi di possesso della prepositura di Szepes (oggi Spišská Kapitula, in Slovacchia), che era stato lasciato libero non molto tempo prima.
Dopo l'incoronazione di Venceslao, Carlo si ritirò nei domini di Ugrino Csák, nelle regioni meridionali del regno. Papa Bonifacio VIII mandò il suo legato, Niccolò Boccasini, in Ungheria. Nell'ottobre del 1301 il legato convocò e convinse la maggioranza dei prelati ungheresi ad accettare il regno di Carlo. I vescovi, tuttavia, non riconoscevano ancora la legittimità di Bicskei, di conseguenza, Boccasini inviò una lettera al pontefice in cui proponeva che una persona che avesse il consenso di tutte le parti ottenesse la dignità. In risposta, il papa avvertì il suo legato di aver superato i suoi poteri e conservò per sé la selezione personale dell'arcivescovo. Il pontefice insistette sulla candidatura di Bicskei ma intendeva mantenere lo status quo e non confermò la sua elezione del 1298. Bicskei rimase nel campo reale, quando Carlo assediò Buda, la capitale del regno, nel settembre del 1302. Le truppe di Ivan Kőszegi tolsero l'assedio. Quando Bicskei emise una carta reale a Óbuda il 10 settembre si designò come "vice-cancelliere".
Papa Bonifacio VIII, che considerava l'Ungheria un feudo della Santa Sede, dichiarò Carlo legittimo re del paese il 31 maggio 1303. La decisione papale fu annunciata da Mihály Bői e István IV, il nuovo arcivescovo di Kalocsa. La nomina di Bicskei fu persino rifiutata dai prelati ungheresi favorevoli a Carlo. Il pontefice alla fine voleva risolvere la questione e lo convocò a Roma. Giunse ad Anagni, la residenza estiva dei papi, in un momento molto sfortunato. Il 7 settembre 1303, un esercito mandato da re Filippo IV di Francia e guidato da Guglielmo di Nogaret e Sciarra Colonna attaccò Bonifacio nel suo palazzo. Il papa fu schiaffeggiato e catturato, mentre Bicskei fu ucciso in una scaramuccia insieme a molti sacerdoti, gente del posto e cortigiani.